# Мтера
Мтера — штучне озеро в центрі Танзанії, розташоване на території двох регіонів — Додоми та Іринги. Водоймище створене перекриттям русла та зведенням греблі ГЕС Мтера на річці Руаха (лівій притоці Руфіджі) нижче впадіння у неї приток Кісіго, Мпера та Фуфу. Будівництво розпочате 1970 року та завершене у лютому 1981-го. Метою створення стала потреба боротьби з повенями. Довжина озера в дощові сезони — 56 км, ширина — 15 км.
На плесі штучного озера є мільйони затоплених дерев, це створює чудову можливість спостерігати за перелітними птахами. Окрім того, місцеве населення на озері займається риболовлею, річний вилов становить кілька тисяч тонн.